# Anacroneuria x-nigrum
Anacroneuria x-nigrum är en bäcksländeart som beskrevs av František Klapálek 1921. Anacroneuria x-nigrum ingår i släktet Anacroneuria och familjen jättebäcksländor. Inga underarter finns listade i Catalogue of Life.